# Djègbè
Djègbè est l'un des sept arrondissements de la commune d'Abomey dans le département du Zou au centre du Bénin.

## Géographie

### Localisation
Djègbè est situé à l'Est de la commune d'Abomey.

### Administration
Sur les quarante-et-un villages et quartiers de ville que compte la commune d'Abomey, l'arrondissement Djègbè en groupe 05 villages.

## Histoire
L'arrondissement de Djègbè est une subdivision administrative béninoise. Dans le cadre de la décentralisation au Bénin, il devient officiellement un arrondissement de la commune d'Abomey, le 27 mai 2013, après la délibération et adoption par l'Assemblée nationale du Bénin. Ceci se déroule lors de la séance du 15 février 2013 de la loi N° 2013-O5 du 15/02/2013 portant création, organisation, attributions et fonctionnement des unités administratives locales en République du Bénin.

## Démographie
Selon le recensement de la population de 2013 conduit par l'Institut national de la statistique et de l'analyse économique (INSAE), de Djègbè compte 5619 ménages avec 23934 habitants.